# Серов, Василий Александрович
Василий Алексеевич Серов (1888, Куриловка, Самарская губерния — 8 декабря 1923, Самара) — деятель повстанческого движения, командир «Атаманской дивизии» (до 2½ тысяч сабель), полный георгиевский кавалер, урядник.

## Биография
Родился в русской крестьянской семье середняков, участвовал в Первой мировой войне. В 1917—1918 участник революционных событий, затем принимал участие в партизанском движении. В 1919 стал членом РКП(б). До 1920 командовал одним из полков в 22-й стрелковой дивизии, затем стал командиром бригады в 9-й кавалерийской дивизии под командованием А. В. Сапожкова. В 1920 участвовал в восстании Сапожкова, июле этого же года стал начальником гарнизона Бузулука, а затем командиром бригады созданной «Армии Правды». После гибели Сапожкова Серов возглавил отряд из бывших бойцов той же дивизии численностью до тысячи сабель, к которой затем примкнули несколько сотен местных крестьян. Руководил боями, налётами и диверсиями на территории Заволжья, к февралю 1921 т. н. «Атаманская дивизия» (полное наименование — 1-я атаманская дивизия группы восставших войск «Воли народа») насчитывала уже порядка 2,5 тысяч человек. В структуре военного объединения были свои реввоенсовет, отдел пропаганды, контрразведка. В течение первой половины 1921 ненадолго захватывал небольшие города: Камышин, Хвалынск, Троцк, Пугачёв, а 25 мая того же года у Новоузенска произошло соединение с отрядами атамана Пятакова, союзнические отношения у Серова сложились и с атаманом Поповым.
В октябре 1921 его бригада, теснимая частями Красной армии, отступила на территорию Уральской губернии, где объединилась с отрядами Киселёва, Иванова, Иванаева, Гурина, Кутушкова, Сарафанкина и других полевых командиров, после чего объединёнными силами двинулись на Гурьев. Осенью 1921, когда по всей стране из-за голода и введения НЭПа волна крестьянских восстаний начала спадать, в бригаде Серова ещё воевало до восьми ста всадников и до тысячи пехотинцев, главенствовал среди местных атаманов, среди которых выделялись Пятаков, Маслов, Еркин, Шувалов. С их помощью 10 ноября войска «Воли народа» ворвались в Троцк, где учинили расстрелы советских служащих и пограбили продовольственные склады, а 13 ноября то же самое повторилось в Пугачёве, где его отряды находились несколько дней, убив местных коммунистов (некоторых публично сжигали живыми) и почти полностью вывезя из города всё хлебное зерно и муку.
В середине января 1922 атаман Серов через малонаселённые казахские аулы вышел в рейд в район Уральска, где рассчитывал пополнить свою группу уральскими казаками и войти в союз с казахскими повстанческими отрядами Алаш-Орды. Там же собирался с ходу захватить Уил, где находился гарнизон всего лишь в 50 бойцов, однако там при приближении вражеского отряда провели мобилизацию уездных партийных и советских работников, чекистов и горожан, доведя численность гарнизона до 220 бойцов. Перерезав телеграфные провода, чтобы помощи гарнизону ждать было неоткуда, утром 18 января 1922 войско Серова атаковало городские укрепления. Несмотря на громадный численный перевес в пользу противника, Уил успешно оборонялся в течение двух суток, отражая все атаки бандитов. Только на третий день, когда защитников осталось меньше половины, было решено собрать все силы оборонявшихся в каменном двухэтажном здание уездной больницы. Оборонявшиеся удерживали этот опорный пункт ещё почти неделю, и бандиты смогли ворваться в больницу лишь тогда, когда у защитников кончились боеприпасы, а из защитников в живых оставалось лишь несколько израненных людей, из которых часть была без сознания. Всех пленных зарубили шашками и закололи штыками.
Лишь 27 февраля банда Серова была выбита из Уила пришедшими из Оренбурга и Уральска отрядами ВЧК и ЧОН. После этого поражения от войск «Воли народа» отделилась группа атамана Киселёва численностью до 150 сабель, который решил уйти на «вольные хлеба», однако уже 7 апреля киселёвцы были полностью разгромлены красными войсками, а предводитель отряда убит в бою. В начале мая Серов начал переговоры по телеграфу с комиссией по ликвидации бандитизма на Урале о своей добровольной сдаче по амнистии. Серов согласился сдаться властям и помогать этой комиссии при условии полной амнистии для себя и своих бойцов, и власти пошли на эти условия. К Серову выехала группа «ответственных работников» ГПУ для приёма отряда, но тогда ни Серов, ни его отряд не только не согласились на предложенные условия сдачи, но и взяли чекистов в плен. Серов первое время держал их в качестве заложников, а когда стало ясно, что договориться с властью не удастся, все они были расстреляны. В начале июня банда Серова возобновила боевые действия, но после очередного разгрома разбилась на 7 групп общей численностью до 200 повстанцев. В ночь на 15 августа чоновцы опять нанесли поражение возглавляемого Серовым отряду, но и на этот раз тот сумел скрыться.
19 августа 1922, не видя перспектив дальнейшего сопротивления, с оставшимися 80 бойцами сдался в плен, но уже не по амнистии, поэтому его бойцы оказались в тюрьмах. А сам он впоследствии судим ревтрибуналом в Самаре и после вынесения обвинительного приговора к ВМН в тот же день, 8 декабря 1923, был расстрелян.

### Звания
- урядник.

### Награды
- Георгиевские кресты всех 4-х степеней.